# Hydrobatidae
Hydrobates · hydrobatidés, pétrels-tempête
Famille
Genre
Les Hydrobatidae (Hydrobatidés en français) sont une famille d'oiseaux de mer qui comprend  un seul genre Hydrobates avec 18 espèces vivantes de pétrels-tempête (de fortes tempêtes déplacent des individus jusqu'à l'intérieur des terres) ou océanites (nom donné par les naturalistes en référence aux Océanides). 

## Appellations surnominales
Réputés annonciateurs de tempêtes, ils se font surnommer dans plusieurs langues « satanites », « sataniques des voyageurs » ; « labous-an-amzer-fall » (l'oiseau du mauvais temps en breton).

## Description
Les hydrobatidés sont de petits oiseaux (de 13 à 26 cm) et légers. Leur bec porte des narines tubulaires. Ils ont soit les pattes longues et les ailes arrondies, soit des pattes plus courtes et des ailes plus pointues.
Ils sont surtout pélagiques et cosmopolites, on les trouve sur tous les océans.
Guère plus gros qu'une hirondelle, l'océanite au plumage uniformément sombre est un parent de l'albatros et du Puffin des Anglais. C'est aussi un excellent voilier. Il migre l'hiver dans les eaux sud-africaines. Son œuf unique pèse jusqu'à 30 % du poids de l'adulte. Il est couvé pendant 40 jours et la croissance du petit demande 53 jours de nourrissage (plancton).

## Systématique

### Classification
Traditionnellement considérés comme une famille à part entière, les Hydrobatidae étaient considérés dans la phylogénie de Sibley, comme la sous-famille Hydrobatinae des Procellariidés. Cette vision ne fait plus consensus, et depuis version 2.2 de la classification de référence du Congrès ornithologique international, les Hydrobatidae sont de nouveau une famille.
Plusieurs études, notamment de Penhallurick & Wink (2004) et Hackett et al. (2008), démontrent que les Hydrobatidae et les Oceanitidae ne sont pas des taxons frères. Dans sa classification de référence (version 5.1, 2015), le Congrès ornithologique international déplace donc les genres Oceanites, Garrodia, Pelagodroma, Fregetta et Nesofregetta (soit un total de neuf espèces) dans une nouvelle famille, les Oceanitidae. Cette nouvelle famille est plus proche de la famille des Diomedeidae que de celle des Hydrobatidae.

### Liste alphabétique des genres
- Hydrobates Boie, 1822 (18 espèce)

Oceanodroma Reichenbach, 1853 est désuet depuis que le Congrès ornithologique international a décidé de transférer toutes les espèces du genre Oceanodroma  vers le genre Hydrobates en 2021.

### Liste des espèces
D'après la classification de référence (version 14.1, 2024) du Congrès ornithologique international (ordre phylogénique) :
- Hydrobates pelagicus (Linnaeus, 1758) – Océanite tempête ;
- Hydrobates furcatus (Gmelin, 1789) – Océanite à queue fourchue ;
- Hydrobates hornbyi (Gray, 1854) – Océanite de Hornby ;
- Hydrobates monorhis (Swinhoe, 1867) – Océanite de Swinhoe ;
- Hydrobates matsudairae (Kuroda, Nm, 1922) – Océanite de Matsudaira ;
- Hydrobates leucorhous (Vieillot, 1818) – Océanite cul-blanc ;
- Hydrobates socorroensis (Townsend, CH, 1890) – Océanite de Townsend ;
- Hydrobates cheimomnestes (Ainley, 1980) – Océanite d'Ainley ;
- Hydrobates homochroa (Coues, 1864) – Océanite cendré ;
- Hydrobates castro (Harcourt, 1851) – Océanite de Castro ;
- Hydrobates monteiroi (Bolton et al[6]., 2008) – Océanite de Monteiro ;
- Hydrobates jabejabe (Barboza du Bocage, 1875) – Océanite du Cap-Vert ;
- Hydrobates tethys (Bonaparte, 1852) – Océanite téthys ;
- Hydrobates melania (Bonaparte, 1854) – Océanite noir ;
- †Hydrobates macrodactylus (Bryant, WE, 1887) – Océanite de Guadalupe ;
- Hydrobates markhami (Salvin, 1883) – Océanite de Markham ;
- Hydrobates tristrami (Salvin, 1896) – Océanite de Tristram ;
- Hydrobates microsoma (Coues, 1864) – Océanite minute.

Parmi celle-ci, une espèce éteinte :
- †Hydrobates macrodactyla W.E. Bryant, 1887 – Océanite de Guadalupe

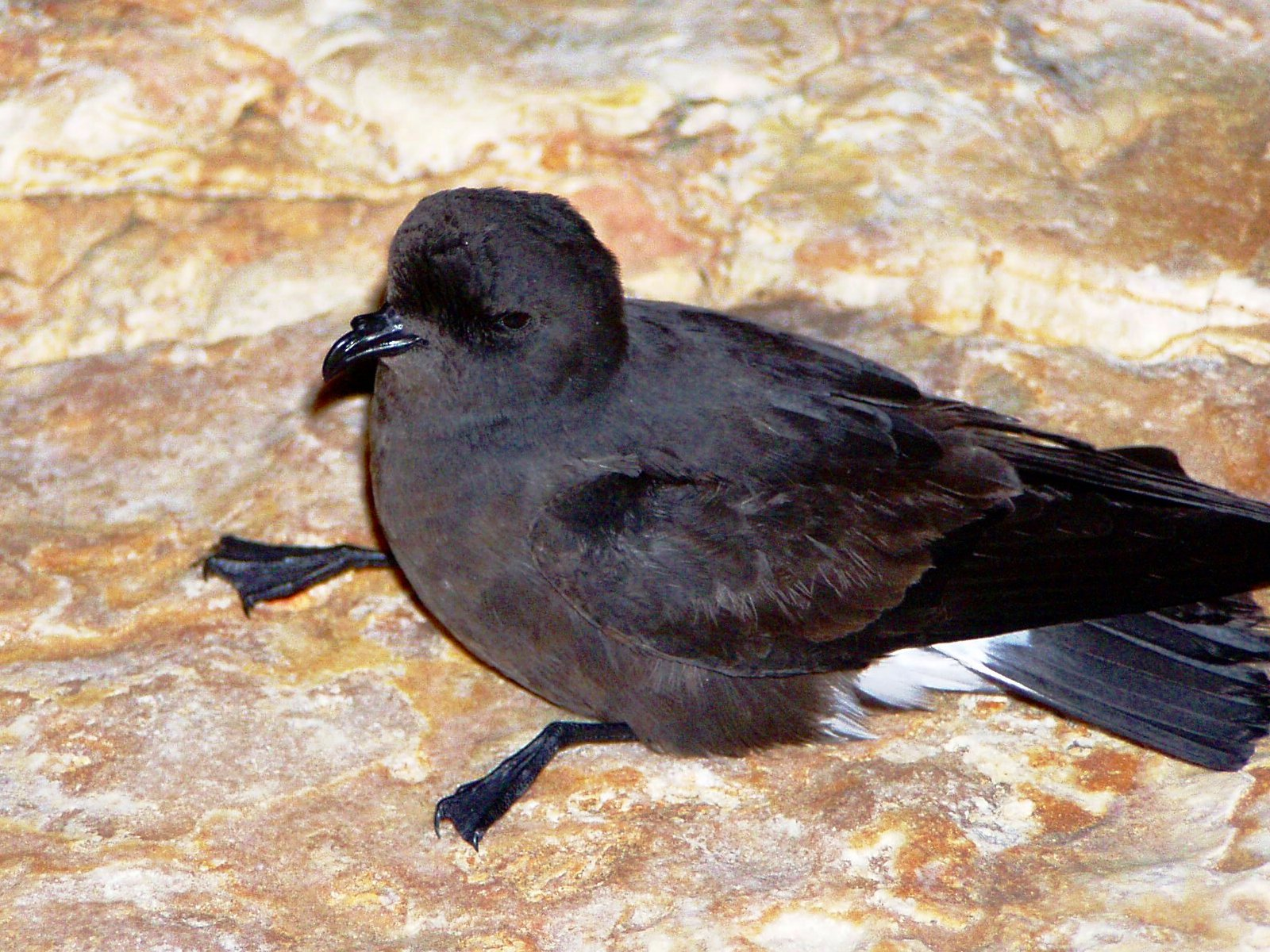
Hydrobates pelagicus
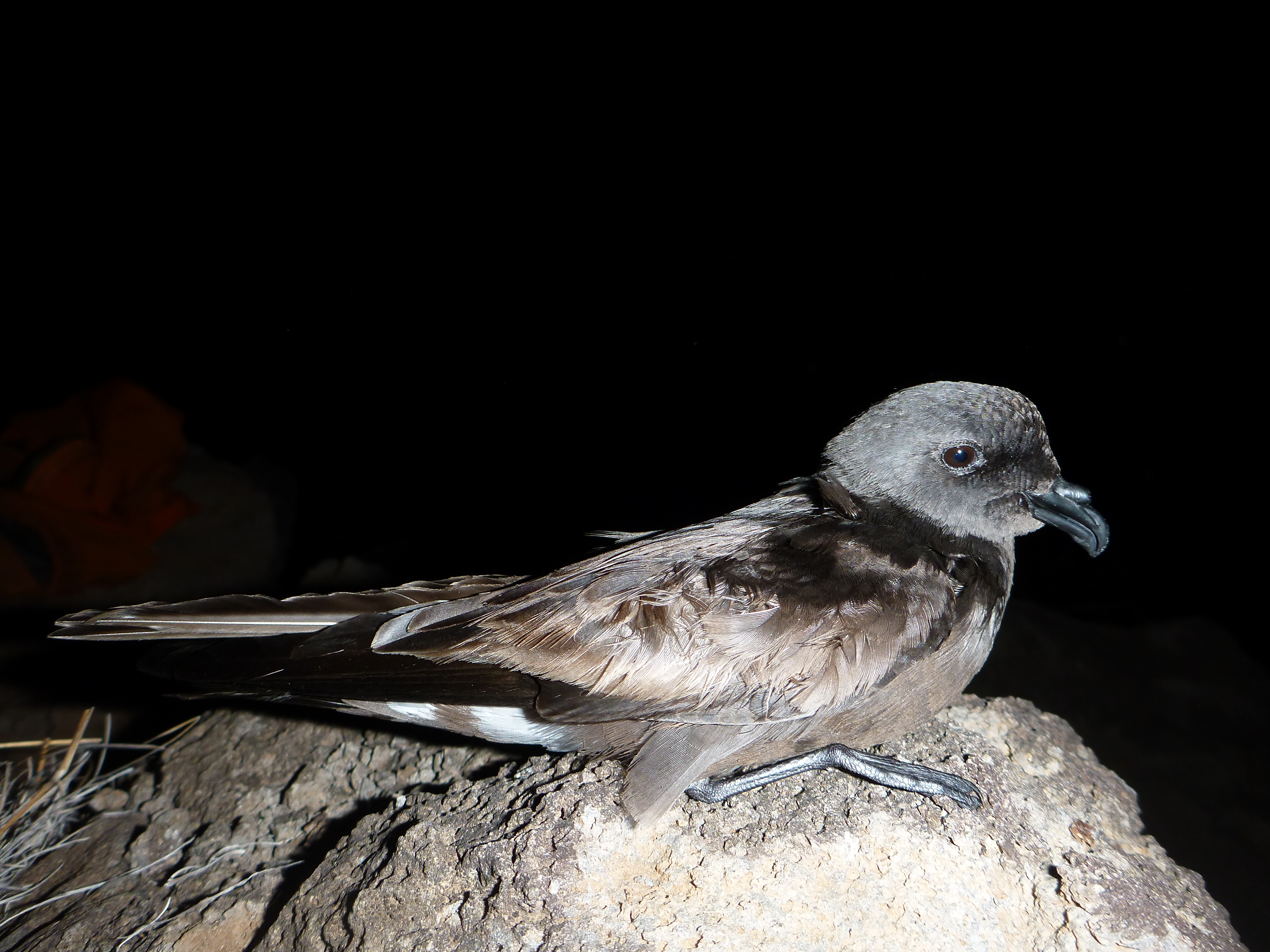
Hydrobates castro
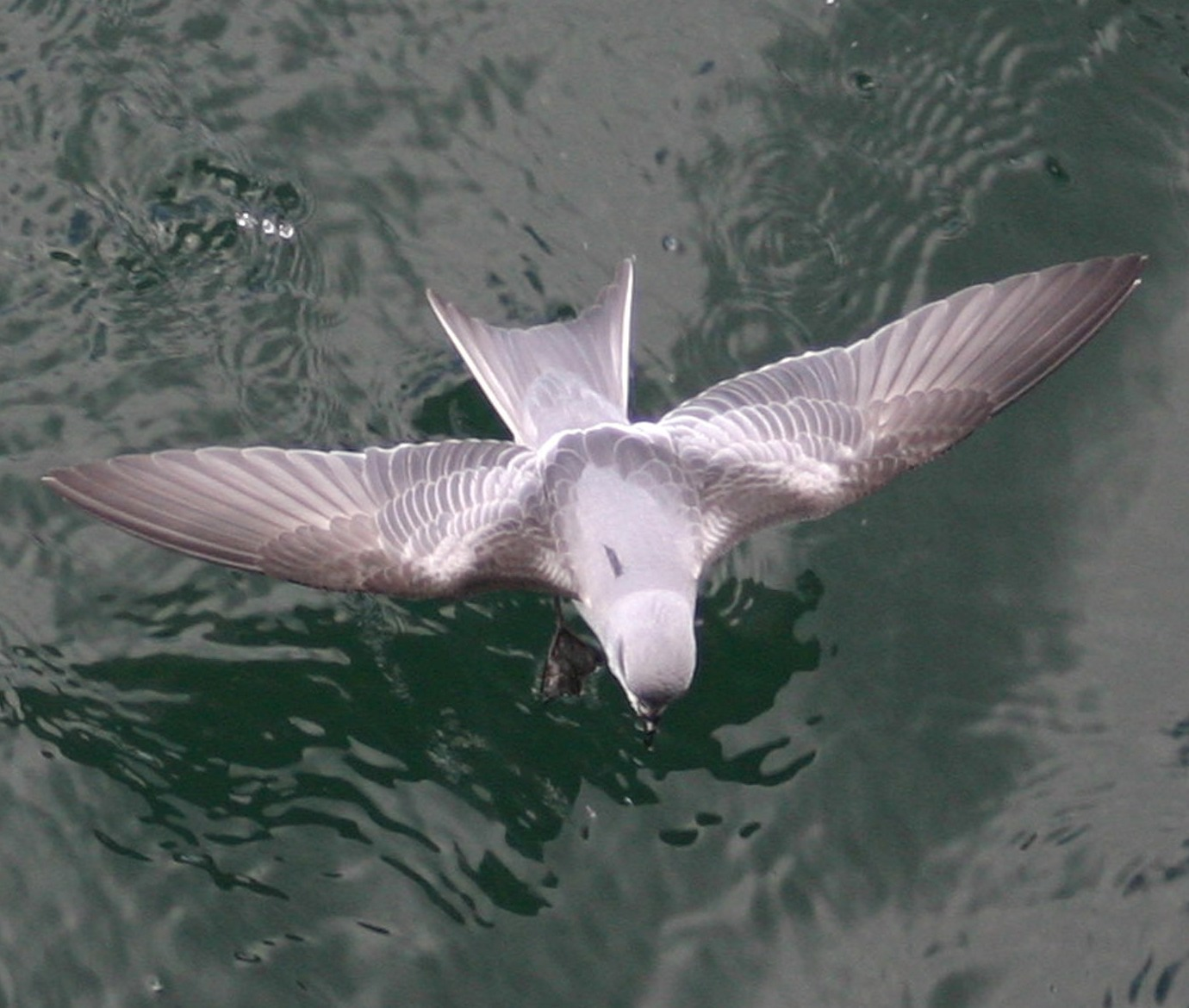
Hydrobates furcatus
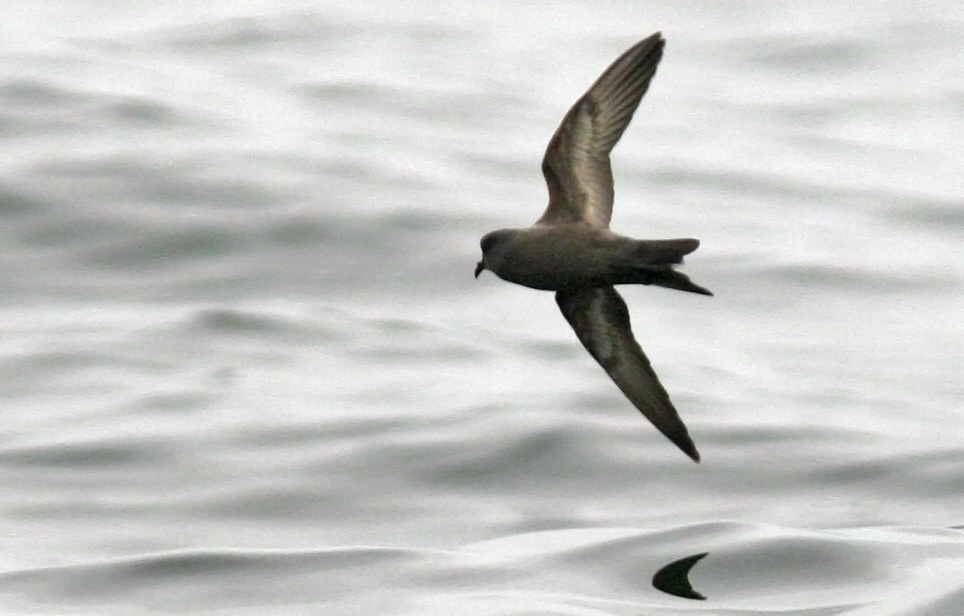
Hydrobates homochroa
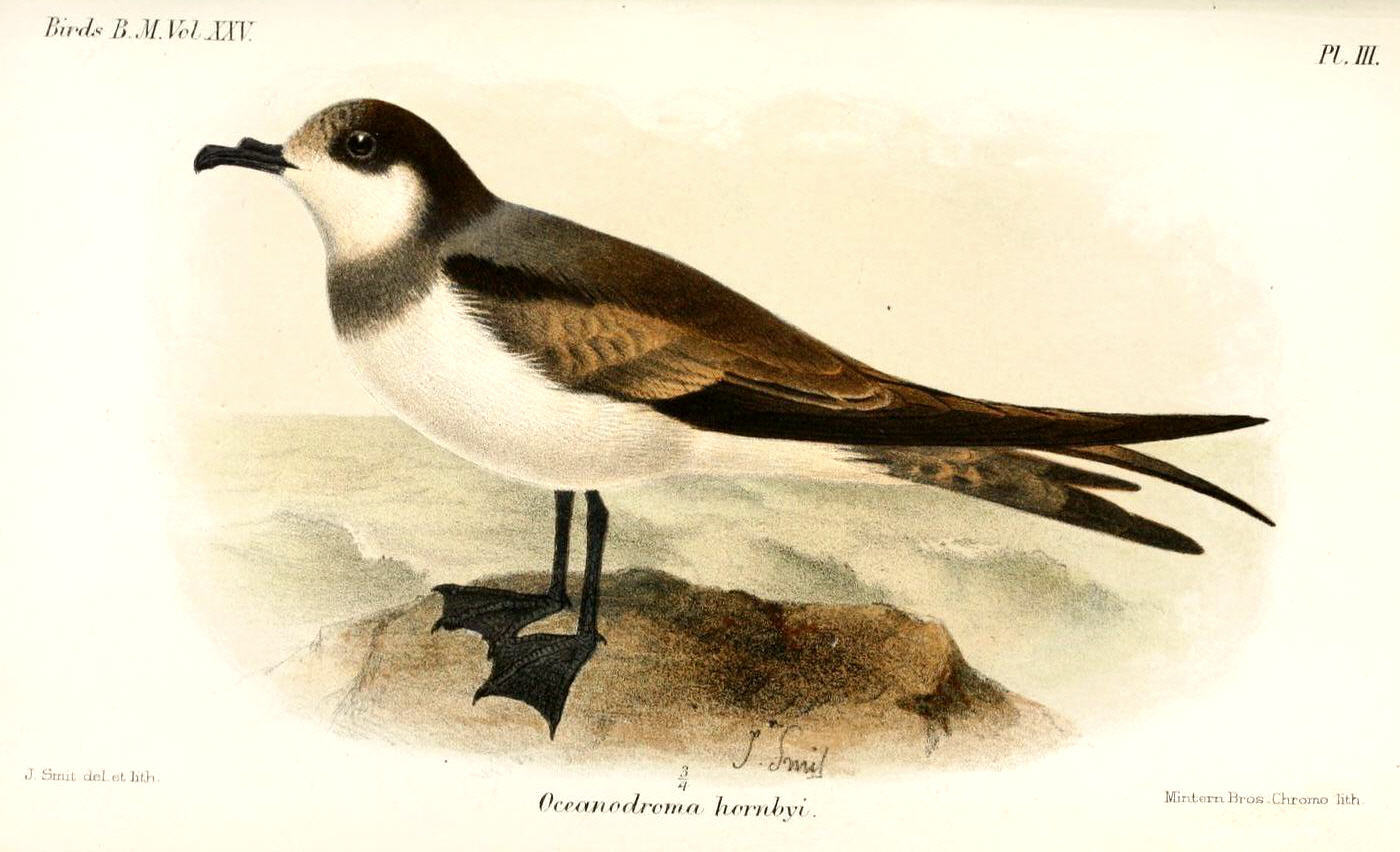
Hydrobates hornbyi
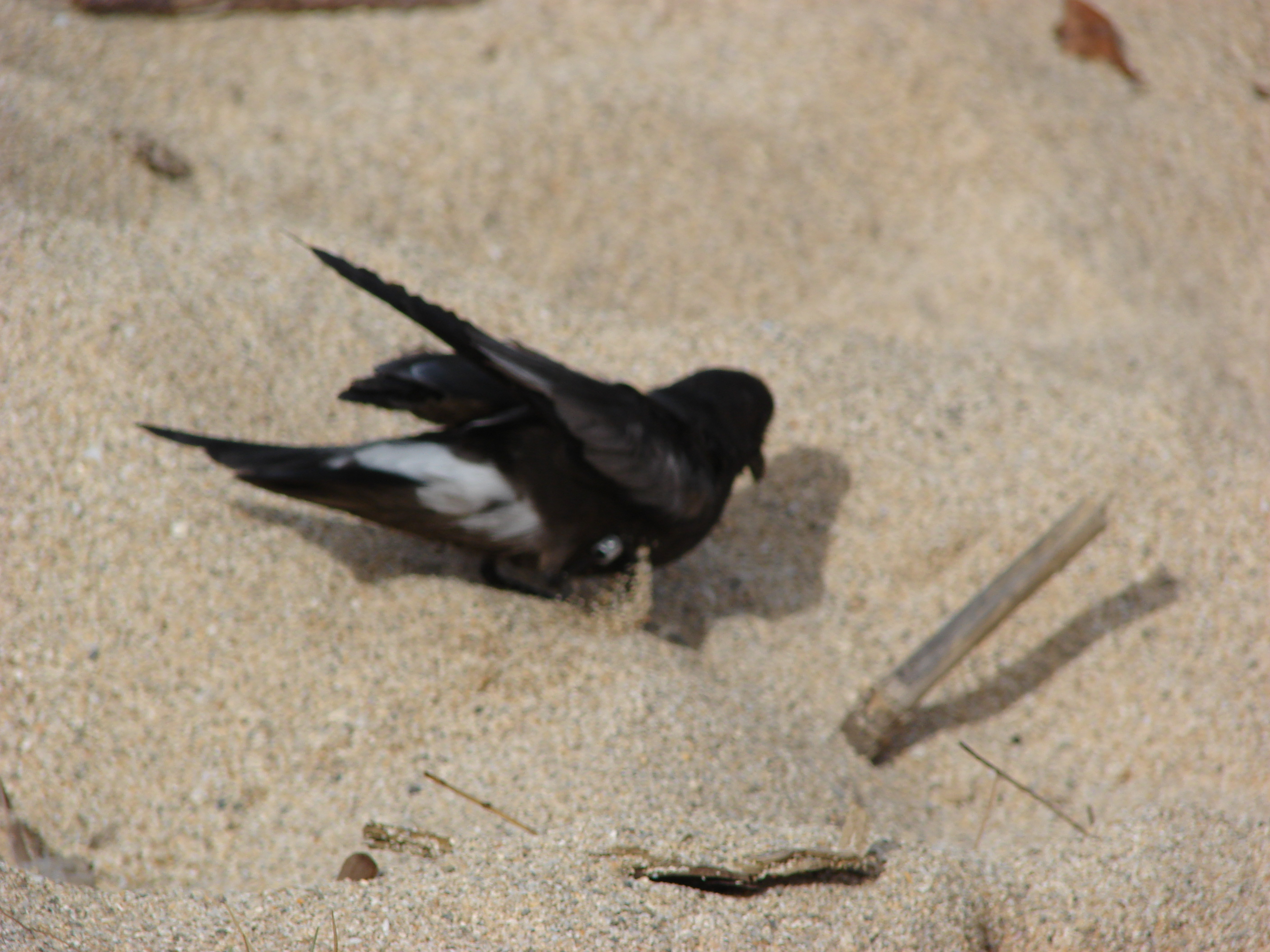
Hydrobates leucorhous
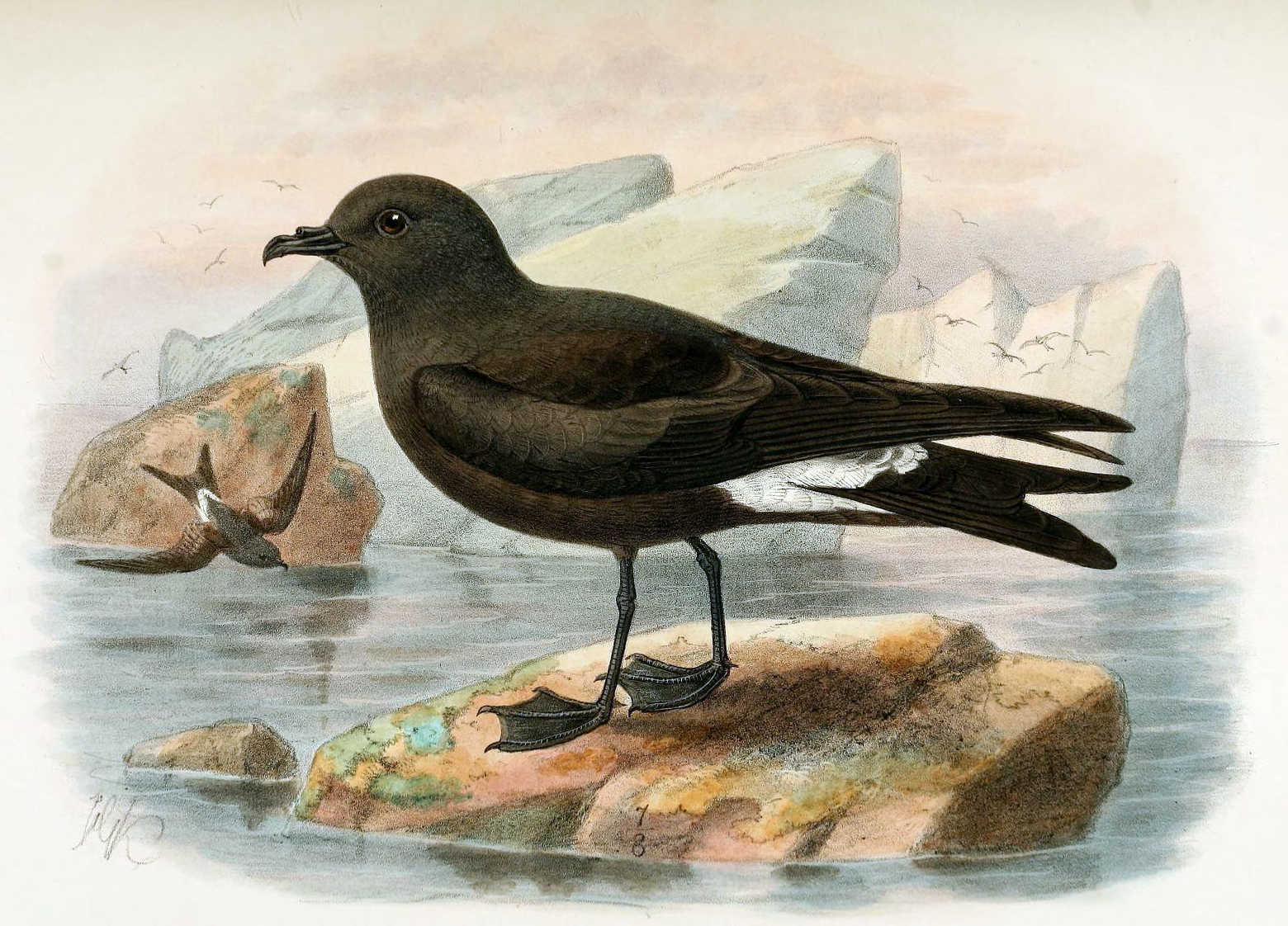
Hydrobates macrodactylus
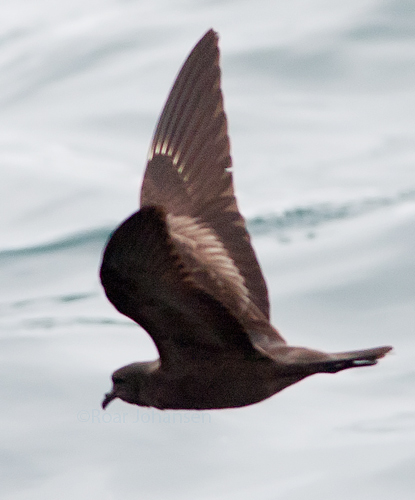
Hydrobates markhami
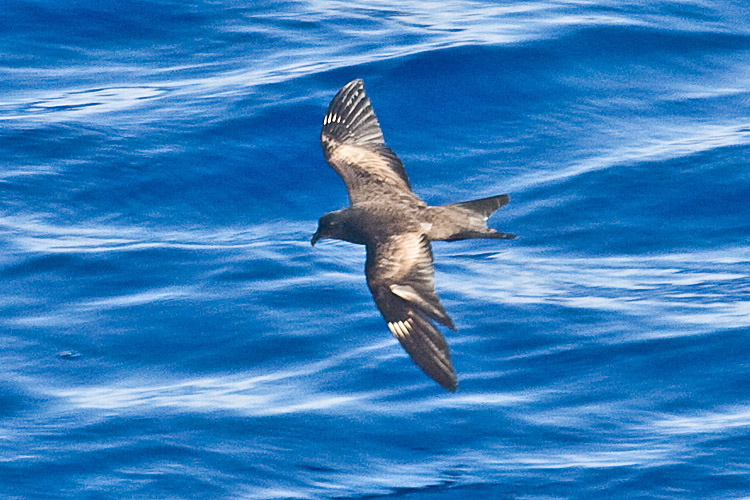
Hydrobates matsudairae
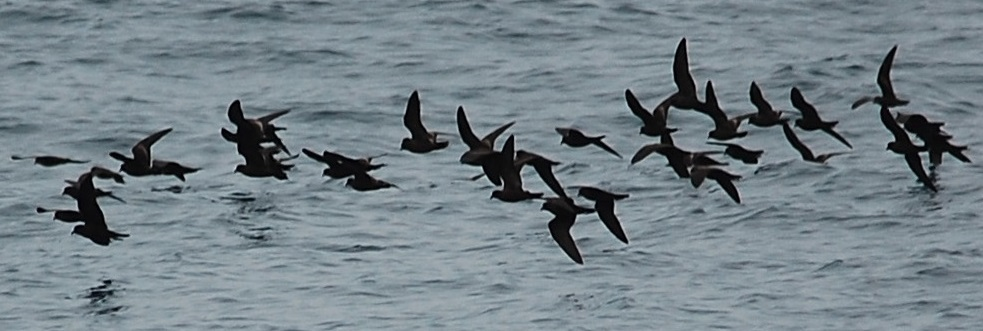
Hydrobates melania
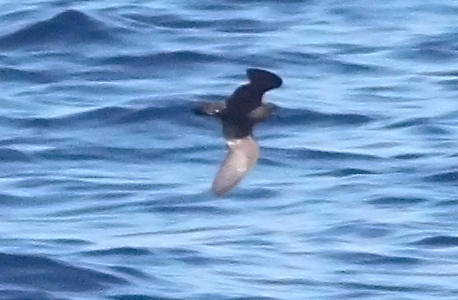
Hydrobates microsoma
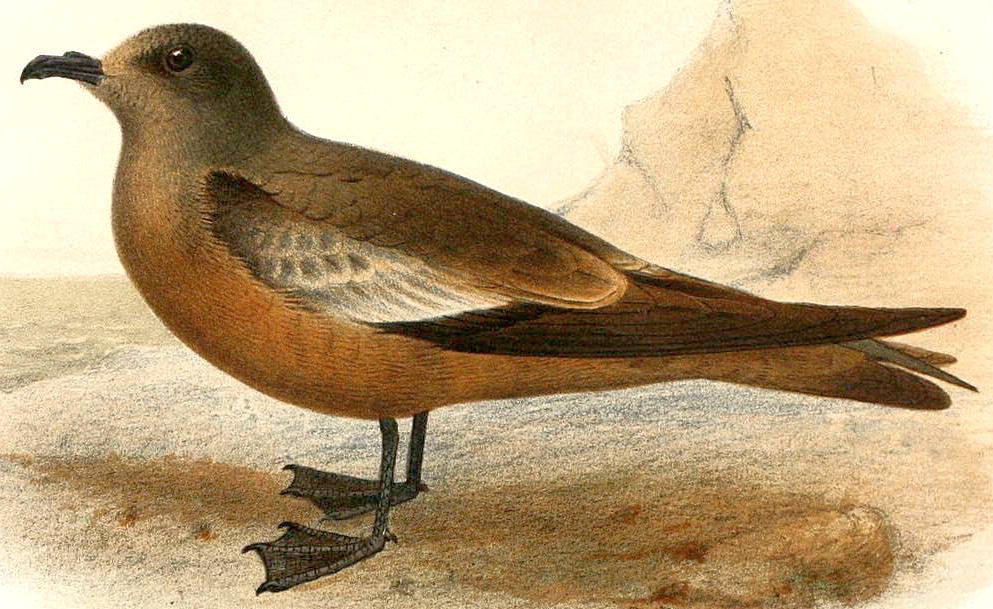
Hydrobates monorhis
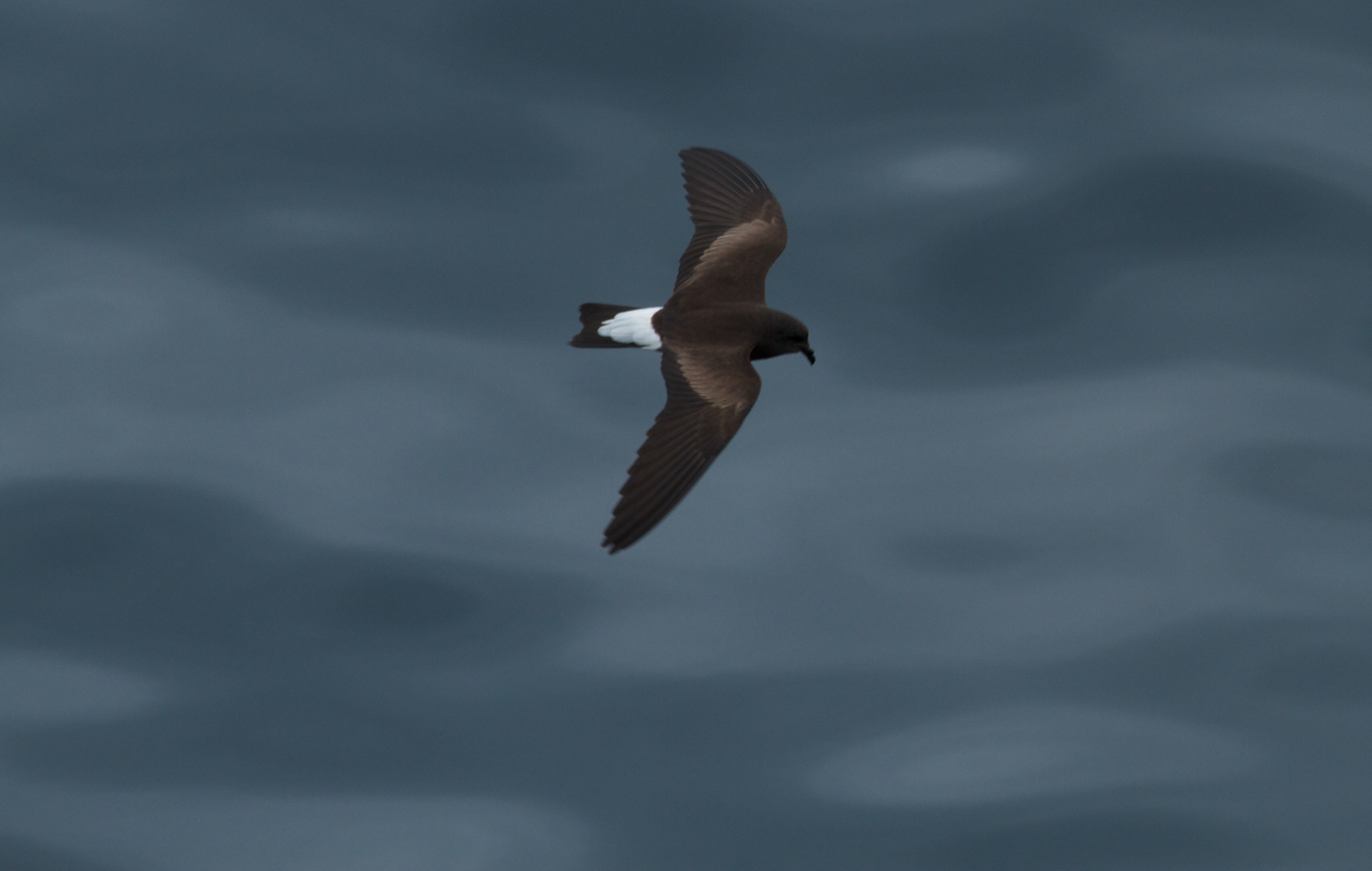
Hydrobates tethys
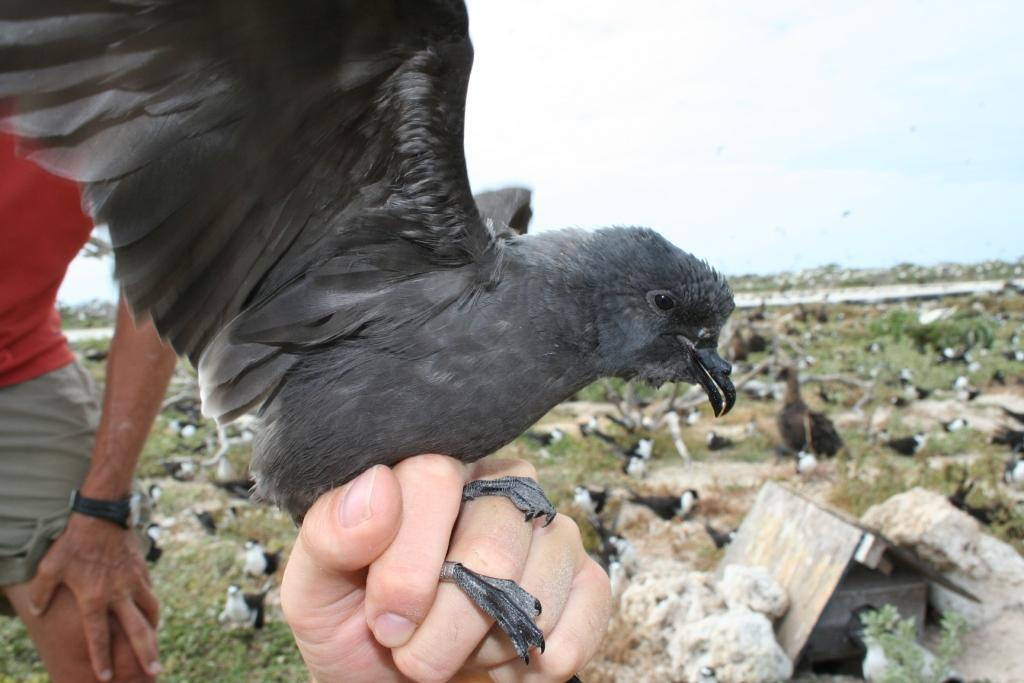
Hydrobates tristrami